# Bathyspinula filatovae
Bathyspinula filatovae is een tweekleppigensoort uit de familie van de Bathyspinulidae. De wetenschappelijke naam van de soort is voor het eerst geldig gepubliceerd in 1967 door Knudsen.